# Kuwait Airways

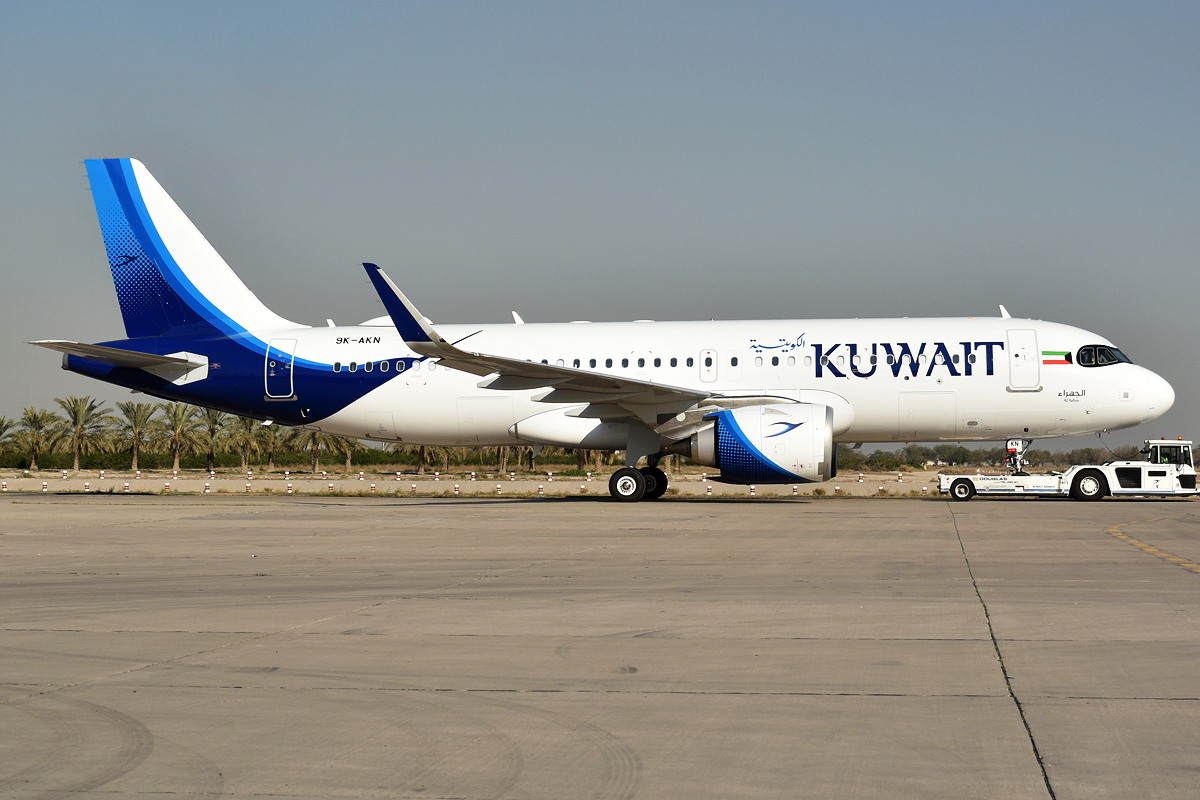
Airbus A320neo

Kuwait Airways (tiếng Ả rập: الخطوط الجوية الكويتية) là hãng hàng không quốc gia của Kuwait và là hãng hàng không quốc tế thuộc sở hữu của chính phủ Kuwait. Hãng hoạt động bay trên các tuyến Trung Đông đi châu Âu, Viễn Đông và Bắc Mỹ. Trung tâm của hãng tại Sân bay quốc tế Kuwait ở Thành phố Kuwait. Hãng Kuwait Airways là một thành viên của Tổ chức các hãng hàng không Ả Rập.

## Lịch sử

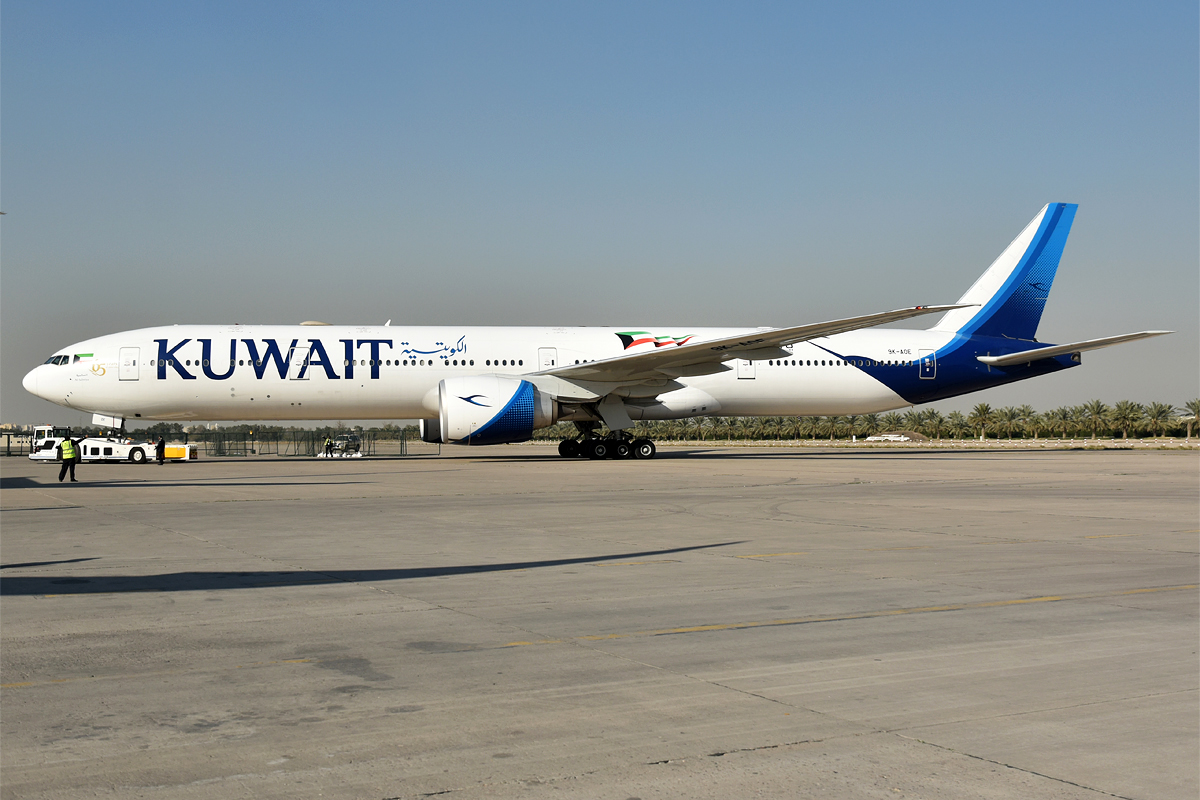
Boeing 777-300ER

Hãng này được các nhà kinh doanh Kuwait lên kế hoạch tháng 2 năm 1953 và được thành lập tháng 3 năm 1954. Hãng bắt đầu hoạt động ngày 16 tháng 3 năm 1954 với tên gọi Kuwait National Airways (Hãng hàng không quốc gia Kuwait) và trong năm đó hãng được hiện đại hoá đội tàu bay.
Ngày 8/8/1962, Kuwait Airways trở thành khách hàng nước ngoài đầu tiên đặt mua Trident khi hai chiếc cùng loại này được mua lại và một lựa chọn cho chiếc thứ ba đã được thực hiện. Thỏa thuận trị giá 5,5 triệu bảng Anh bao gồm một Comet 4C. Đồng thời, hãng cũng đã đặt hàng 3 triệu bảng Anh cho ba chiếc BAC One-Eleven, với một lựa chọn cho chiếc thứ tư. Hãng đã nhận chiếc Comet đầu tiên của mình vào tháng 1/1963, nhưng hoạt động của Comet đã bắt đầu vào tháng 7/1962 với một chiếc máy bay thuê từ MEA. Vào tháng 8/1963, chiếc Comet thứ hai được đặt hàng. Việc chuyển giao máy bay thứ hai này đã xác lập một kỷ lục không chính thức vào đầu năm 1964, khi nó bay giữa London và Kuwait, quãng đường 4.648 km, với tốc độ trung bình 742 km/h. Ngày 1/6/1963, chính phủ tăng tỷ lệ tham gia vào hãng hàng không lên 100%. Vào tháng 3/1964, hãng đã bổ sung điểm đến châu Âu đầu tiên của mình vào mạng đường bay khi các chuyến bay đến London được khai trương sử dụng máy bay Comet; kể từ thời điểm đó, các tuyến giữa London và một số điểm ở Trung Đông, bao gồm Abadan, Bahrain, Beirut, Dhahran, Doha và Kuwait, bắt đầu được khai thác trong một thỏa thuận chung giữa hãng với BOAC và MEA. Một tháng sau, hãng hàng không này đã tiếp nhận Trans Arabia Airways.
Năm 1972, năm thứ 5 liên tiếp của Kuwait Airways có lãi, hãng có lãi ròng 2,9 triệu bảng Anh. Đến tháng 5/1973, đội bay đã giảm xuống còn 5 chiếc Boeing 707-320C. Năm đó, các chuyến bay đến Colombo đã được khởi động. Vào tháng 3/1975, Faisal Saud Al-Fulaij, người có 1.800 nhân viên, là chủ tịch của công ty. Trong một thỏa thuận trị giá 14 triệu đô la Mỹ, hai chiếc Boeing 707-320C cũ của Pan American sau đó đã được mua vào năm đó, với chiếc đầu tiên gia nhập đội bay vào tháng Năm. Hãng đã đặt hàng chiếc Boeing 737 đầu tiên vào năm đó, dự kiến giao hàng vào tháng 2/1976. Kuwait Airways trở thành khách hàng thứ 96 trên toàn thế giới của chiếc Boeing 727 vào năm 1979, khi họ đặt hàng ba chiếc trong số này để giao hàng vào cuối năm 1980 và đầu năm 1981.
Thập niên 1990 hãng đã mở rộng tuyến đến Trung Đông. Hãng đã bị ảnh hưởng nặng nề của Chiến tranh vùng Vịnh với nhiều tàu bay phải rời khỏi đất nước do bị xâm lược. Trong quá trình bị chiếm đóng, các hoạt động của hãng phải chuyển tới Bahrain. Hậu quả của chiến tranh đã khiến hãng thay đổi thành phần đội tàu bay. Dù là hãng đầu tiên được một quốc gia Ả Rập lập nên ở Vùng Vịnh, ngày nay hãng phải cạnh tranh khốc liệt với các hãng hàng không của khu vực như Qatar Airways và Emirates.
Tháng 10/2007, Giám đốc điều hành mới cam kết rằng hãng nên được tư nhân hóa để có thể cạnh tranh hiệu quả với các hãng hàng không khác. Ông nói rằng hãng sẽ gặp khó khăn trong việc thăng tiến, đặc biệt là trong việc đổi mới đội bay, nếu không có tư nhân hóa.

## Các điểm đến
xem: Các điểm đến của Kuwait Airways.

## Thỏa thuận liên danh
- Alitalia
- Etihad Airways
- Ethiopian Airlines
- Middle East Airlines
- Turkish Airlines
- Yemenia

## Đội bay

### Đội bay đang hoạt động
Độ tuổi trung bình đội bay tính đến tháng 5 năm 2023 là 5.4 năm.

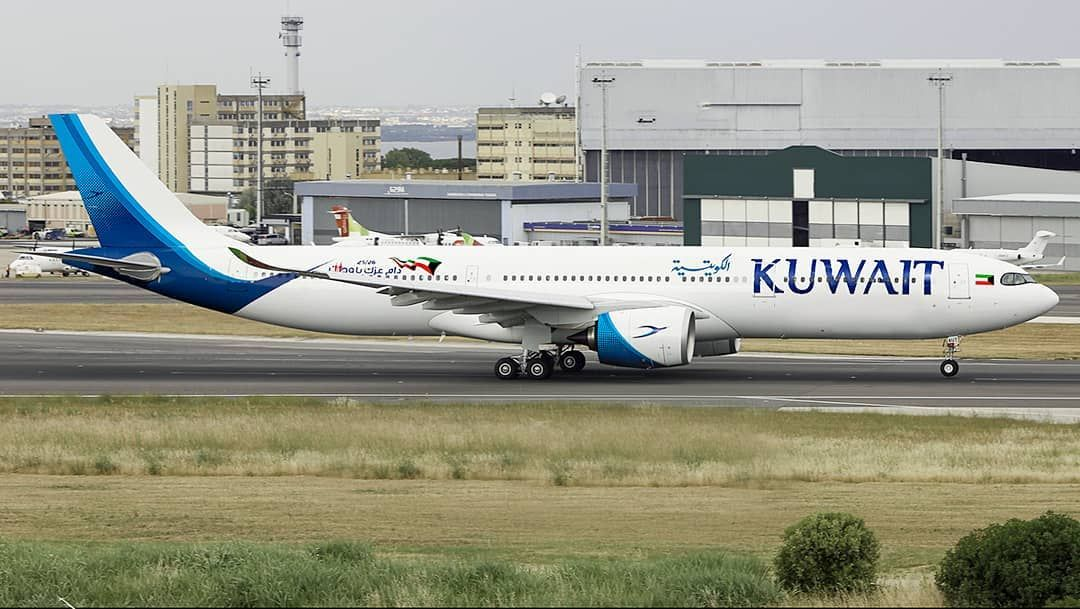
Airbus A330-800neo

Tính đến tháng 5 năm 2023, đội bay của Kuwait Airways bao gồm :
| Máy bay          | Đang vận hành | Đặt hàng | Hành khách | Hành khách | Hành khách | Hành khách | Ghi chú |
| Máy bay          | Đang vận hành | Đặt hàng | F          | C          | Y          | Tổng       | Ghi chú |
| ---------------- | ------------- | -------- | ---------- | ---------- | ---------- | ---------- | ------- |
| Airbus A320-200  | 2             | —        | —          | 16         | 117        | 133        |         |
| Airbus A320-200  | 5             | —        | —          | 16         | 114        | 130        |         |
| Airbus A320neo   | 8             | 1        | —          | 12         | 122        | 134        |         |
| Airbus A321neo   | —             | 6        | TBA        | TBA        | TBA        | 169        |         |
| Airbus A321LR    | —             | 3        | TBA        | TBA        | TBA        | 169        |         |
| Airbus A330-200  | 3             | —        | 17         | 30         | 165        | 212        |         |
| Airbus A330-800  | 4             | —        | —          | 32         | 203        | 235        |         |
| Airbus A330-900  | —             | 7        | TBA        | TBA        | TBA        | 291        |         |
| Airbus A350-900  | —             | 2        | TBA        | TBA        | TBA        | 326        |         |
| Boeing 777-300ER | 10            | —        | 8          | 26         | 290        | 324        |         |
| Tổng cộng        | 32            | 19       |            |            |            |            |         |

### Đội tàu bay ngừng sử dụng

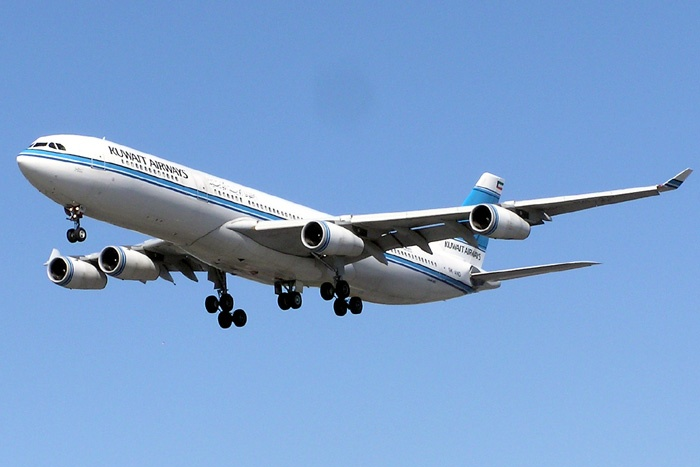
Kuwait Airways Airbus A340

| Máy bay                     | Số lượng | Bắt đầu bay | Dừng khai thác | Ghi chú                                                      |
| --------------------------- | -------- | ----------- | -------------- | ------------------------------------------------------------ |
| Airbus A300B4               | 1        | 1983        | 1983           | Thuê từ Hapag-Lloyd Flug                                     |
| Airbus A300B4               | 1        | 1991        | 1992           | Thuê từ EgyptAir                                             |
| Airbus A300-600R            | 8        | 1984        | 2007           |                                                              |
| Airbus A310-200             | 8        | 1983        | 1990           |                                                              |
| Airbus A310-300             | 8        | 1991        | 2015           |                                                              |
| Airbus A340-300             | 4        | 1995        | 2017           |                                                              |
| Boeing 707-320              | 5        | 1975        | 1978           | Thuê từ British European Airways                             |
| Boeing 707-320C             | 3        | 1977        | 1977           | Thuê từ British European Airways và British Midland Airlines |
| Boeing 707-320C             | 10       | 1968        | 1985           |                                                              |
| Boeing 707-320C             | 6        | 1991        | 1992           | Thuê từ Trans Mediterranean Airways                          |
| Boeing 727-200              | 4        | 1980        | 1994           |                                                              |
| Boeing 737-200              | 1        | 1976        | 1980           |                                                              |
| Boeing 747-200M             | 4        | 1978        | 2008           |                                                              |
| Boeing 747-400M             | 1        | 1994        | 2019           |                                                              |
| Boeing 767-200ER            | 2        | 1986        | 1991           | Bị bom chiến tranh phá hủy năm 1991                          |
| Boeing 767-200ER            | 1        | 1994        | 1995           |                                                              |
| Boeing 777-200ER            | 2        | 1998        | 2017           |                                                              |
| De Havilland Comet          | 3        | 1963        | 1969           | 1 chiếc thuê từ BOAC                                         |
| Douglas C-47B Skytrain      | 2        | 1952        | 1970           |                                                              |
| Douglas DC-6B               | 1        | 1964        | 1968           |                                                              |
| Douglas DC-8-32             | 1        | 1974        | 1976           |                                                              |
| Douglas DC-8-62F            | 3        | 1997        | 1999           | Chở hàng                                                     |
| Hawker Siddeley Trident     | 4        | 1965        | 1972           |                                                              |
| Lockheed L-1011-200 TriStar | 1        | 1992        | 1994           | Thuê từ British Airways                                      |
| McDonnell Douglas DC-10-30  | 1        | 1992        | 1993           | Thuê từ British Airways                                      |
| Vickers Viscount            | 10       | 1958        | 1967           |                                                              |